# Graphogaster grandis
Graphogaster grandis là một loài ruồi trong họ Tachinidae.